# Bill Ayers
Pour les articles homonymes, voir Ayers.
Bill Charles Ayers (né le 26 décembre 1944 à Glen Ellyn, Illinois) est un pédagogue de l'enseignement élémentaire américain qui fut dans les années 60 engagé dans le mouvement pacifiste. Il est connu pour la nature radicale de son militantisme, de même que pour son travail actuel sur la réforme de l'éducation, du cursus et de l'instruction scolaires. En 1969, il cofonda une organisation de gauche radicale dénommée Weather Underground qui conduisit une campagne d'attentats contre des bâtiments publics dans les années 60 et 70 en protestation contre les guerres menées par les États-Unis. Il est aujourd'hui professeur au College Of Education de l'Université de l'Illinois à Chicago où il porte les titres de Distinguished Professor of Education et Senior University Scholar.
Son nom est revenu dans l'actualité lors de la campagne présidentielle américaine de 2008 alors que Barack Obama fut accusé par ses opposants du Parti républicain d'être un de ses proches. Bill Ayers est marié à Bernardine Dohrn qui fut également membre des Weathermen.